# Björn (Ursus)
Bjørn (Latein Ursus, Bär) war wahrscheinlich ein dänischer Häuptling, der im 10. Jahrhundert lebte. Er ist der älteste bekannte Ahne in männlicher Linie der von 1047 bis 1375 regierenden dänischen königlichen Familie aus dem Haus Estridsson, Vater von Thorgils Sprakalägg, Großvater von Ulf Jarl († 1026) und Urgroßvater von Sven Estridsson und anderen.

## Name
Der Name Bjørn bedeutet im Altnordischen „Bär“, im lateinischen Ursus, wie er von Florentius von Worcester († 1118) genannt wird: „Comitis Ulfi, filii Spracling, filii Ursi“. Dass sein tatsächlicher Namen Bjørn gewesen sein wird, erschließt sich daraus, dass er zwei belegte Urenkel mit diesem Namen hat: „Bjørn“ († 1049) und dessen Bruder „Asbjørn“.
Eine Genealogie parallel zu der Florentius findet sich auch in der Vita Waldevi, die dem Heiligenkult um Waltheof von Melrose († 1159) gewidmet ist:
„Die Geschichten der Alten berichten uns, dass Ursus (ein gewisser Adliger, den der Herr im Gegensatz zu dem, was normalerweise bei der Zeugung von Menschen geschieht, aus einem weißen Bären als Vater und einer Adligen als Mutter zu schaffen erlaubte) Spratlingus zeugte, Spratlingus zeugte Ulfius und Ulfius zeugte Beorn, der den Beinamen Beresune trug, das heißt ‚Bärensohn‘. Dieser Beorn war von Herkunft dänisch, ein angesehener Graf und berühmter Soldat. Als Zeichen, dass er aufgrund eines Teils seiner Abstammung einer anderen Spezies angehörte, hatte ihm die Natur die Ohren der Linie seines Vaters gegeben, nämlich die eines Bären. In allen anderen Merkmalen war er von der Erscheinung seiner Mutter. Und nach vielen männlichen Taten und militärischen Abenteuern zeugte er einen Sohn, einen bewährten Nachahmer der Stärke und des militärischen Könnens seines Vaters. Sein Name war Siward mit dem Beinamen ‚Diere‘, das heißt ‚der Dicke‘“.

## Sohn
Neben dem Namen erfährt man nicht viel mehr über Bjørn, außer dass er einen Sohn hatte, Thorgils Sprakalägg, und es basiert auf dem Wissen über den Sohn als eines dänischen Häuptlings, dass dem Vater die gleiche Nationalität und der gleichen Status zugesprochen wird: Saxo Grammaticus († nach 1208) gibt in seinem Werk Gesta Danorum ein gemeinsames Merkmal von Vater und Sohn an, wenn er über Thorgils (und damit Bjørn) schreibt, dass er „zu keinem Zeitpunkt vom Mut und der Mannhaftigkeit seines Vaters abgewichen ist“.

## Stammvater der Königsdynastie
Bjørn ist der erste bekannte Vorfahr der väterlichen Seite der Herrscherdynastie, die die Könige (oder Regenten) des Königreichs Dänemark von 1047 bis 1412 stellte. Die besondere Bedeutung, die Bjørn hat, beruht auf diesem Umstand, insbesondere, dass er der Großvater von Ulf Jarl und damit der Urgroßvater von Sven Estridsson war, der 1047 dänischer König wurde. Auch die dänischen Könige nach 1412 stammen fast alle von Bjørn ab, lediglich nicht in männlicher Linie. Nur die Könige Erick Lam (regierte 1137–1146) und Olav II. Håkonsson (regierte 1376–1387) sind keine agnatischen Nachkommen Bjørns.
Bjørn ist auch ein agnatischer Stammvater einzelner schwedischer Regenten, so von Magnus dem Starken (regierte um 1123/25 – um 1132), Magnus Henriksson (regierte 1160–1161) und Margarethe I. (regierte 1389–1412).

## Bjørns Abstammung (Legende und Theorie)
In Saxos Gesta Danorum findet man die Legende, dass Bjørn die Frucht einer Verbindung zwischen einem Bären und einer namentlich nicht genannten schwedischen Jungfrau sei. Spekulationen von Peter Frederik Suhm (1728–1798) und Jacob Langebek (1710–1775), wonach Bjørn mit dem schwedischen Königssohn Styrbjørn der Starke († 986) identisch sein solle oder könne, der der Sohn des schwedischen Königs Olof II. Björnsson († 975) war und mit Harald Blauzahns Tochter Tyra Haraldsdatter verheiratet war, kann durch die verfügbaren Quellen nicht gestützt werden, sie wird auch durch die Chronologie stark in Frage gestellt, die es mehr als schwierig macht, einzelne Mitglieder dieses angeblichen Familienaufbaus plausibel zusammenzuführen.